# 弗朗西斯科·杜埃尼亚斯
弗朗西斯科·杜埃尼亚斯（Francisco Dueñas，1810年12月3日—1884年3月4日）是薩爾瓦多保守派政治人物，曾兩度擔任萨尔瓦多总统（1851年至1854年、1863年至1871年）。